# Fontanar
Fontanar – gmina w Hiszpanii, w prowincji Guadalajara, w Kastylii-La Mancha, o powierzchni 15,46 km². W 2011 roku gmina liczyła 2342 mieszkańców.